# 第八届超级碗
第八届超级碗（Super Bowl VIII）是美国国家橄榄球联盟1973赛季的总决赛，由美联冠军迈阿密海豚队对阵国联冠军明尼苏达维京人队。比赛于1974年1月13日在休斯顿的莱斯大学体育场（Rice Stadium）举行。
最终，迈阿密海豚队以24-7战胜明尼苏达维京人队，第二次夺得超级碗冠军。跑卫拉瑞·克桑卡（Larry Csonka）获得最有价值球员称号。